# Viktor Wigelbeyer
Viktor Wigelbeyer (* 13. Dezember 1897 in Semmering; † 1969) war ein österreichischer Bobfahrer. 
Bei den Bobwettbewerben der Olympischen Winterspiele 1936 belegte er auf Österreich II mit Franz Bednar, Robert Bednar und Johann Baptist Gudenus den 13. Platz der Viererbobmannschaften.

## Nachweise
- 1936 bobsleigh four-man results
- 1936 Olympic Winter Games official report. Seite 415.
- Viktor Wigelbeyer's profile at sports-reference.com

| Personendaten    | Personendaten              |
| ---------------- | -------------------------- |
| NAME             | Wigelbeyer, Viktor         |
| KURZBESCHREIBUNG | österreichischer Bobfahrer |
| GEBURTSDATUM     | 13. Dezember 1897          |
| GEBURTSORT       | Semmering                  |
| STERBEDATUM      | 1969                       |